# Camilo Vargas
Camilo Andrés Vargas Gil (Bogotá, 9 de marzo de 1989) es un futbolista colombiano. Juega como guardameta y actualmente milita en el Club Atlas de México. Es internacional con la selección de fútbol de Colombia desde el 13 de mayo de 2014.

## Trayectoria

### Santa Fe

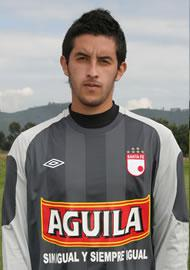
Camilo Vargas con Independiente Santa Fe.

Camilo Vargas llegó a las inferiores de Independiente Santa Fe a los 16 años. Camilo llegó al equipo profesional y su debut como futbolista profesional fue con Independiente Santa Fe el 11 de marzo de 2007 en el juego contra La Equidad en el Estadio Metropolitano de Techo, juego válido por el Torneo Apertura colombiano. Vargas ingresó al campo en los últimos minutos en reemplazo de Oscar Castro en la victoria santafereña 2-1. Camilo siguió con el equipo profesional, pero alternando también con el equipo de reservas. En 2009, Camilo ganó su primer título como profesional cuando Independiente Santa Fe ganó la Copa Colombia 2009. En la Copa Colombia de 2010, Vargas le dio la clasificación a Santa Fe contra el Real Cartagena. El 11 de septiembre jugó el Clásico bogotano 260 entre Santa Fe y Millonarios. Tuvo un buen partido, atajó un penal y mantuvo el 0-0 en el marcador. Ese año jugó 7 partidos, y poco a poco iba demostrando sus cualidades como arquero. 
En 2011, Camilo tuvo más oportunidades tapando tanto en la liga local como en la Copa Sudamericana. Confirmaría su buen momento cuando el 23 de noviembre de 2011, penúltima fecha del Torneo Finalización, en el clásico 265 se presentó un tiro de esquina en el último minuto, a favor de Santa Fe. Vargas abandonó su posición de arquero y de cabeza venció la defensa de Millonarios y marcó el gol que decretó la victoria para su club. Así, se convirtió en la figura del partido. Camilo Vargas empezaba a mostrarse y demostrar que estaba para ser titular en Independiente Santa Fe. 
En 2012, Camilo logró una de sus metas, al coronarse campeón del Torneo Apertura, consiguiendo la séptima estrella del equipo cardenal, siendo una de las figuras del equipo que logró acabar con la sequía de 36 años y medio sin conseguir un título de liga. Gracias al campeonato obtenido en 2012, jugó la Superliga Colombiana 2013 frente a su rival de patio, Millonarios, campeón del torneo Finalización de 2012. En ese torneo se juegan dos partidos a comienzos del año. Santa Fe, con Camilo Vargas en el arco, ganó la serie, empezando de la mejor manera el año 2013. Ese año, Camilo Vargas fue fundamental para que Santa Fe llegara a las semifinales de la Copa Libertadores, luego de buenas actuaciones en el torneo y fue elegido en 2 ocasiones como la figura del partido. Ese año, además empezó a ser tenido en cuenta por José Néstor Pékerman, para que empezara a ser parte de la Selección Colombia de mayores, gracias a las buenas actuaciones en la liga, y en la Libertadores. 
En 2014, Vargas llegó a su punto más alto en su carrera profesional, ya que gracias a sus buenas actuaciones en Santa Fe, se convirtió en figura e ídolo de la hinchada santafereña, además fue incluido en la lista de 23 jugadores colombianos que fueron a jugar la Copa Mundial de Fútbol de 2014. Después del mundial, Camilo debutó en la selección, y llegó a su mejor nivel con Independiente Santa Fe, siendo figura en casi todos los partidos que tapó con la camiseta albirroja. Además en los cuadrangulares finales, Vargas anotó otro gol, de tiro penal, frente al Atlético Huila el 22 de noviembre de 2014; ese gol ayudaría a Santa Fe a llegar a la final del Torneo Finalización. En la final de vuelta contra el Deportivo Independiente Medellín, Camilo evitó que el conjunto paisa se quedara con el título. Así, Camilo Vargas se convirtió en uno de los máximos ídolos de la hinchada, y con su gran nivel logró ganar la octava estrella del conjunto cardenal. 
En enero de 2015, en unos hechos de gran controversia, se confirma la transferencia de Camilo Vargas al Atlético Nacional.

### Atlético Nacional
En enero de 2015, se confirmó su fichaje al Atlético Nacional, llegó transferido con contrato por 3 años en la institución verdolaga.
Saldría campeón del Finalización 2015 con su equipo aunque siendo en la mayoría de los partidos suplente.

### Argentinos Juniors
El 13 de enero de 2016 se confirmó que jugará en Argentinos Juniors cedido a préstamo por un año. Su debut fue el 6 de febrero por la primera fecha en el empate a un gol frente a CA Tigre.

### Deportivo Cali
Para junio de 2016 llega a reforzar al Deportivo Cali cedido.
Debutaría el 28 de julio en el clásico frente a América de Cali donde ganarían 2-1 y jugaría el segundo tiempo.

### Atlético Nacional
Después de que finalizara la cesión en el Deportivo Cali regresa a Atlético Nacional para afrontar el segundo semestre de 2017 donde no tiene participación.

### Deportivo Cali
Regresa al Deportivo Cali en enero de 2018 en calidad de préstamo con opción a compra.
El 28 de noviembre de 2018 después de un destacado año en la escuadra azucarera, el club hace válida la opción de compra ante Atlético Nacional y renueva contrato hasta 2021 con los vallecaucanos.
El 3 de marzo marca nuevamente un gol en su carrera, siendo el tercero como profesional, lo hace para darle el empate 1-1 a su equipo al último minuto contra Millonarios FC, haciéndolo de cabeza luego de un tiro de esquina.

### Atlas F.C.
Para julio de 2019 el Atlas Fútbol Club de la Primera División de México ficha a Camilo comprando el 100% de su pase al Deportivo Cali, en su estadía en el club mexicano ha disputado 162 partidos durante los más de 3 años que lleva en la institución rojinegra. 
La Academia consiguió el bicampeonato de Liga en las temporadas Torneo Apertura 2021 (México) y Torneo Clausura 2022 (México). Camilo fue pieza clave para romper una larga racha de setenta años sin un título en Primera División. Además, ganando los dos títulos seguidos de manera consecutiva (Apertura y Clausura), los Zorros se convirtieron automáticamente en Campeón de Campeones 2021-2022.
A nivel individual con los rojinegros, en 2022 ganó dos reconocimientos balón de oro de México: uno por mejor portero de la temporada y otro por mejor jugador. Estos logros, además de sus legendarias actuaciones en diferentes instancias, lo han convertido en el máximo ídolo del club tapatío.

## Selección nacional
El 30 de agosto de 2012, Camilo fue convocado por José Pékerman para jugar en las Eliminatorias al Mundial de Brasil 2014 contra Uruguay y Chile en las cuales realizó su primera aparición en el partido contra la selección de Uruguay.
El 13 de mayo de 2014 fue incluido en la lista preliminar de 30 jugadores con miras a la Copa Mundial de Fútbol de 2014. Finalmente, fue seleccionado en la nómina definitiva de 23 jugadores el 2 de junio. La Selección alcanzó los cuartos de final y Vargas fue suplente.
Actuó como titular por primera vez con su selección el 10 de noviembre de 2014 contra El Salvador debido a una lesión del titular permanente, David Ospina.
El 11 de mayo de 2015 fue seleccionado por José Pekerman en los 30 pre-convocados para disputar la Copa América 2015.
Fue seleccionado en la nómina definitiva de 23 jugadores el 30 de mayo.
Volvería a jugar un partido con la selección el 12 de junio en la goleada por 4-0 frente a la selección de Camerún entrando en el segundo tiempo por David Ospina en un amistoso internacional.
El 14 de mayo de 2018 fue incluido por el entrenador José Pekerman en la lista final de 23 jugadores para disputar la Copa Mundial de Fútbol de 2018.
El 30 de mayo queda seleccionado en la lista final de 23 jugadores que disputaran la Copa América 2019 en Brasil.
El 9 de octubre debuta en un partido oficial en la primera fecha de Eliminatorias a Catar 2022, partido donde dio un pase para el tercer gol en la goleada 3-0 ante Venezuela.

### Participación enSudamericano Sub-20
| Sudamericano Sub-20         | Sede      | Resultado  | PJ | Goles |
| --------------------------- | --------- | ---------- | -- | ----- |
| Sudamericano Sub-20 de 2009 | Venezuela | Fase final | 5  | -5    |

### Participaciones enEliminatorias al Mundial
| Eliminatoria                               | Sede del Mundial                | Posición               | Resultado   | PJ | GR  | VI |
| ------------------------------------------ | ------------------------------- | ---------------------- | ----------- | -- | --- | -- |
| Eliminatorias Mundial de Brasil 2014       | Brasil                          | 2°lugar 30pts          | Clasificado | 0  | 0   | 0  |
| Eliminatorias Mundial de Rusia 2018        | Rusia                           | 4°lugar 27pts          | Clasificado | 0  | 0   | 0  |
| Eliminatorias Mundial de Catar 2022        | Catar                           | 6°lugar 23pts          | Eliminado   | 4  | -9  | 1  |
| Eliminatorias Mundial de Norteamérica 2026 | Estados Unidos, México y Canadá | 6°lugar 22pts          | En disputa  | 13 | -14 | 4  |
| Total en Eliminatorias                     | Total en Eliminatorias          | Total en Eliminatorias | 2/3         | 17 | -23 | 5  |

### Participaciones enCopas del Mundo
| Mundial                  | Sede                     | Resultado                | PJ | GR | VI |
| ------------------------ | ------------------------ | ------------------------ | -- | -- | -- |
| Mundial de Brasil 2014   | Brasil                   | Cuartos de final         | 0  | 0  | 0  |
| Mundial de Rusia 2018    | Rusia                    | Octavos de final         | 0  | 0  | 0  |
| Total en Copas del Mundo | Total en Copas del Mundo | Total en Copas del Mundo | 0  | 0  | 0  |

### Participaciones enCopas América
| Torneo                 | Sede                   | Resultado              | PJ | GR | VI |
| ---------------------- | ---------------------- | ---------------------- | -- | -- | -- |
| Copa América 2015      | Chile                  | Cuartos de final       | 0  | 0  | 0  |
| Copa América 2019      | Brasil                 | Cuartos de final       | 0  | 0  | 0  |
| Copa América 2021      | Brasil                 | Tercer lugar           | 1  | -2 | 0  |
| Copa América 2024      | Estados Unidos         | Subcampeón             | 6  | -3 | 3  |
| Total en Copas América | Total en Copas América | Total en Copas América | 7  | -5 | 3  |

## Estadísticas

### Clubes
| Club                         | Div.          | Temporada     | Liga  | Liga  | Copas | Copas | Internacional | Internacional | Total | Total |
| Club                         | Div.          | Temporada     | Part. | Goles | Part. | Goles | Part.         | Goles         | Part. | Goles |
| ---------------------------- | ------------- | ------------- | ----- | ----- | ----- | ----- | ------------- | ------------- | ----- | ----- |
| Santa Fe · Colombia          | 1.ª           | 2007          | 5     | 0     | -     | -     | -             | -             | 5     | 0     |
| Santa Fe · Colombia          | 1.ª           | 2008          | 4     | 0     | 25    | 0     | -             | -             | 37    | 0     |
| Santa Fe · Colombia          | 1.ª           | 2009          | 1     | 0     | 25    | 0     | -             | -             | 37    | 0     |
| Santa Fe · Colombia          | 1.ª           | 2010          | 7     | 0     | 25    | 0     | -             | -             | 37    | 0     |
| Santa Fe · Colombia          | 1.ª           | 2011          | 22    | 1     | 7     | 0     | 7             | 0             | 36    | 1     |
| Santa Fe · Colombia          | 1.ª           | 2012          | 42    | 0     | 5     | 0     | -             | -             | 47    | 0     |
| Santa Fe · Colombia          | 1.ª           | 2013          | 41    | 0     | 3     | 0     | 12            | 0             | 56    | 0     |
| Santa Fe · Colombia          | 1.ª           | 2014          | 33    | 1     | 5     | 0     | 8             | 0             | 46    | 1     |
| Santa Fe · Colombia          | Total club    | Total club    | 155   | 2     | 46    | 0     | 27            | 0             | 228   | 2     |
| Atlético Nacional · Colombia | 1.ª           | 2015          | 18    | 0     | -     | -     | 5             | 0             | 23    | 0     |
| Argentinos Juniors Argentina | 1.ª           | 2016          | 6     | 0     | -     | -     | -             | -             | 6     | 0     |
| Argentinos Juniors Argentina | Total club    | Total club    | 6     | 0     | -     | -     | -             | -             | 6     | 0     |
| Deportivo Cali · Colombia    | 1.ª           | F-2016        | 17    | 0     | 2     | 0     | -             | -             | 19    | 0     |
| Deportivo Cali · Colombia    | 1.ª           | A-2017        | 20    | 0     | -     | -     | 2             | 0             | 22    | 0     |
| Atlético Nacional · Colombia | 1.ª           | F-2017        | 1     | 0     | -     | -     | -             | -             | 1     | 0     |
| Atlético Nacional · Colombia | Total club    | Total club    | 19    | 0     | -     | -     | 5             | 0             | 24    | 0     |
| Deportivo Cali · Colombia    | 1.ª           | 2018          | 35    | 0     | -     | -     | 7             | 0             | 42    | 0     |
| Deportivo Cali · Colombia    | 1.ª           | A-2019        | 21    | 1     | -     | -     | 4             | 0             | 25    | 1     |
| Deportivo Cali · Colombia    | Total club    | Total club    | 93    | 1     | 2     | 0     | 13            | 0             | 108   | 1     |
| Atlas · México               | 1.ª           | 2019-20       | 28    | 0     | 0     | 0     | -             | -             | 28    | 0     |
| Atlas · México               | 1.ª           | 2020-21       | 36    | 0     | -     | -     | -             | -             | 36    | 0     |
| Atlas · México               | 1.ª           | 2021-22       | 46    | 0     | 1     | 0     | -             | -             | 47    | 0     |
| Atlas · México               | 1.ª           | 2022-23       | 33    | 0     | -     | -     | 3             | 0             | 36    | 0     |
| Atlas · México               | 1.ª           | 2023-24       | 34    | 0     | -     | -     | 3             | 0             | 37    | 0     |
| Atlas · México               | 1.ª           | 2024-25       | 28    | 0     | -     | -     | 3             | 0             | 31    | 0     |
| Atlas · México               | Total club    | Total club    | 205   | 0     | 1     | 0     | 9             | 0             | 215   | 0     |
| Total carrera                | Total carrera | Total carrera | 478   | 3     | 49    | 0     | 54            | 0             | 581   | 3     |

### Goles anotados
| #   | Fecha                   | Competición | Partido                      | Minuto | Resultado | Modo     | Arquero rival     |
| --- | ----------------------- | ----------- | ---------------------------- | ------ | --------- | -------- | ----------------- |
| 1.ª | 24 de noviembre de 2011 | Primera A   | Santa Fe - Millonarios       | 90'    | 1-0       | Cabezazo | Nelson Ramos      |
| 2.ª | 23 de noviembre de 2014 | Primera A   | Atlético Huila - Santa Fe    | 7'     | 3-3       | Penal    | Ernesto Hernández |
| 3.ª | 3 de marzo de 2019      | Primera A   | Deportivo Cali - Millonarios | 90'    | 1-1       | Cabezazo | Wuilker Faríñez   |

### Selección
| Selección | Temporada       | Amistosos | Amistosos | Amistosos | Sudamérica1) | Sudamérica1) | Sudamérica1) | Mundial2) | Mundial2) | Mundial2) | Total | Total | Total | Media goleadora |
| Selección | Temporada       | PJ        | GR        | Imb.      | PJ           | GR           | Imb.         | PJ        | GR        | Imb.      | PJ    | GR    | Imb.  | Media goleadora |
| --- | --------------- | --------- | --------- | --------- | ------------ | ------------ | ------------ | --------- | --------- | --------- | ----- | ----- | ----- | --------------- |
| Sub-20 · Colombia | 2009            | —         | —         | —         | 5            | -5           | 2            | —         | —         | —         | 5     | -5    | 2     | 1               |
| Sub-20 · Colombia | Total           | 0         | 0         | 0         | 5            | -5           | 2            | 0         | 0         | 0         | 5     | -5    | 2     | 1               |
| Mayores · Colombia | 2012            | —         | —         | —         | 0            | -0           | 0            | —         | —         | —         | 0     | -0    | 0     | 0               |
| Mayores · Colombia | 2013            | —         | —         | —         | 0            | -0           | 0            | —         | —         | —         | 0     | -0    | 0     | 0               |
| Mayores · Colombia | 2014            | 4         | -1        | 3         | 0            | -0           | 0            | 0         | -0        | 0         | 4     | -1    | 3     | 0.25            |
| Mayores · Colombia | 2015            | —         | —         | —         | 0            | -0           | 0            | —         | —         | —         | 0     | -0    | 0     | 0               |
| Mayores · Colombia | 2016            | —         | —         | —         | 0            | -0           | 0            | —         | —         | —         | 0     | -0    | 0     | 0               |
| Mayores · Colombia | 2017            | 1         | -0        | 1         | —            | —            | —            | —         | —         | —         | 1     | -0    | 1     | 0               |
| Mayores · Colombia | 2018            | —         | —         | —         | 0            | -0           | 0            | 0         | -0        | 0         | 0     | -0    | 0     | 0               |
| Mayores · Colombia | 2019            | 1         | -0        | 1         | —            | —            | —            | —         | —         | —         | 1     | -0    | 1     | 0               |
| Mayores · Colombia | 2020            | —         | —         | —         | 3            | -8           | 1            | —         | —         | —         | 3     | -8    | 1     | 2.67            |
| Mayores · Colombia | 2021            | —         | —         | —         | 1            | -2           | 0            | —         | —         | —         | 1     | -2    | 0     | 2               |
| Mayores · Colombia | 2022            | —         | —         | —         | 1            | -1           | 0            | —         | —         | —         | 1     | -1    | 0     | 1               |
| Mayores · Colombia | 2023            | 3         | -3        | 1         | 5            | -2           | 3            | —         | —         | —         | 8     | -5    | 4     | 0.63            |
| Mayores · Colombia | 2024            | 4         | -3        | 2         | 12           | -10          | 4            | —         | —         | —         | 16    | -13   | 6     | 0.81            |
| Mayores · Colombia | 2025            | —         | —         | —         | 2            | -4           | 0            | —         | —         | —         | 2     | -4    | 0     | 2               |
| Mayores · Colombia | Total           | 13        | -7        | 8         | 24           | -27          | 8            | 0         | 0         | 0         | 37    | -34   | 16    | 0.92            |
| Total Selección | Total Selección | 13        | -7        | 8         | 29           | -32          | 10           | 0         | 0         | 0         | 42    | -39   | 18    | 0.93            |
| (1) Incluye los partidos de: Copa América (2015, 2019, 2021, 2024)/Clasificatorias Sudamericanas (2012-2026) (2) Incluye los partidos de: Brasil 2014/Rusia 2018 (3) Entre 2012 y 2024 Camilo ha sido convocado a la Selección Colombia en 86 oportunidades jugando en 29 de ellas. |                 |           |           |           |              |              |              |           |           |           |       |       |       |                 |

## Palmarés

### Títulos nacionales
| Título                | Club              | País     | Año     |
| --------------------- | ----------------- | -------- | ------- |
| Copa Colombia         | Santa Fe          | Colombia | 2009    |
| Categoría Primera A   | Santa Fe          | Colombia | 2012-I  |
| Superliga de Colombia | Santa Fe          | Colombia | 2013    |
| Categoría Primera A   | Santa Fe          | Colombia | 2014-II |
| Categoría Primera A   | Atlético Nacional | Colombia | 2015-II |
| Primera División      | Atlas F. C.       | México   | A-2021  |
| Primera División      | Atlas F. C.       | México   | C-2022  |
| Campeón de Campeones  | Atlas F. C.       | México   | 2021-22 |